# Marabá
Marabá è un comune del Brasile nello Stato del Pará, parte della mesoregione del Sudeste Paraense e della microregione di Marabá.
È il quarto comune più popoloso dello Stato del Pará, e il centro principale di sviluppo sociale ed economico nel sud del Pará e uno dei comuni più dinamici in Brasile.
Marabá ha una posizione strategica, è attraversata da cinque autostrade. Dispone inoltre di una vasta infrastruttura logistica, con il porto, aeroporto e stazione ferroviaria. Il comune dispone di un parco industriale in crescita, in particolare l'industria siderurgica, è importante in agricoltura, con una vasta frontiera agricola, e ha anche un forte contributo esterno e settore dei servizi.
Marabá è caratterizzato da una vasta gamma di popoli e culture che rendono giustizia al significato del suo soprannome di "Figlio di meticciato".